# Ipomoea paolii
Ipomoea paolii är en vindeväxtart som beskrevs av Emilio Chiovenda. Ipomoea paolii ingår i släktet praktvindor, och familjen vindeväxter. Inga underarter finns listade i Catalogue of Life.